# Tromlebremse
En tromlebremse er en bremse der bruger friktion som bliver dannet ved at to bremsebakker bliver trykket ud mod en roterende cylinderformet jerndel, som bliver kaldt tromlen.
Man finder hjulcylinderen monteret i en tromlebremse. Selve cylindren er fastgjort til ankerpladen og kan indeholde et eller to stempler, der aktiveres af det hydrauliske bremsesystem. Når bremsepedalen aktiveres, trykker bremsevæsken hjulcylinderens stempel (eller stempler) ud mod bremsebakkerne, som dermed presses mod bremsetromlen.
- Tromlebremse på en Ford Falcon 1963
- Et sæt bremsebakker
- Adskilt motorcykeltromlebremse
- Åbnet tromlebremse på en cykel

| Stub | Spire Denne bilrelaterede artikel er en spire som bør udbygges. Du er velkommen til at hjælpe Wikipedia ved at udvide den. |